# Casas fuertes de Las Cerveras
Las casas fuertes de Las Cerveras estás ubicado en las cercanías de la ciudad de Cáceres, provincia de Cáceres en la comunidad autónoma de Extremadura, junto a la carretera EX-100, en una finca bastante llana. Estas casas fuertes son muy similares a las que se levantaron a finales del siglo XV en esta zona y en las del Señorío de Feria. Desde mediados del siglo XV hay referencias del nombre estas tierras haciendo referencia al nombre de estas casa fuertes y se llama al lugar aldea o dehesa de Pedro Cervero. Muy próxima a estas casas existen otras varias como la Casa fuerte de La Carretona lo que da idea de la idea de ciertas familias nobles de vivir en sitios con un cierto aire acastillado.
La casa que está más cercana a la carretera tiene un aspecto muy compacto y cerrado, con una gran chimenea adelantada a los muros perimetrales, es decir que tres lados forman parte del perímetro. La planta tiene forma de «L» con un matacán en el muro occidental. Para su mejor defensa tiene unas aspilleras en las que resalta el buen acabado de sus cercos.
La otra edificación, similar a la anterior, se encuentra a mayor distancia de la carretera, en el interior de la finca. La parte del edificio defensivo que podría ser una torre de gran volumen con muros de gran espesor están en su flanco norte. El piso bajo estaba cubierto con una bóveda de cañón apoyada en arcos fajones. La torre del homenaje está desmochada pero a la vista del grosor de los muros y de lo voluminoso de los sillares empleados, parece ser que debió ser bastante más alta. El segundo cuerpo del edificio se compone de añadidos sucesivos posteriores; el tercero, situado en el flanco sur, es del tipo castrense medieval pero con una torre del homenaje más alta, moderna y frágil que la anterior. Del piso superior salen dos matacanes y dispone de aspilleras a lo alto del muro. Esta edificación parece ser del siglo XV mientras que la casa fuerte que se describió al principio del artículo es de fechas anteriores.